# Реакция Сабатье
Реакция Сабатье, или Процесс Сабатье, (фр. Sabatier) представляет собой реакцию водорода с оксидом углерода (IV) при повышенной температуре и давлении в присутствии никелевого катализатора для производства метана и воды. В качестве более эффективного катализатора может применяться рутений с оксидом алюминия. Процесс описывается следующей реакцией:
{\displaystyle {\ce {CO2 + 4H2 -> CH4 + 2H2O}}}
∆H = −165.0 кДж/моль
Реакция была открыта французским химиком Полем Сабатье.

## Жизнеобеспечение космической станции
В настоящее время генераторы кислорода на борту Международной космической станции производят кислород из воды посредством электролиза и сбрасывают образующийся водород в космическое пространство. Во время дыхания кислородом образуется диоксид углерода, который необходимо удалять из воздуха и впоследствии избавляться от него. Этот подход требует регулярных поставок значительного количества воды на космическую станцию для производства кислорода, помимо воды для питья, гигиены и т. д. Такое значительное снабжение водой станет недоступно в будущих долговременных полётах за пределы околоземной орбиты.
НАСА в настоящее время изучает использование реакции Сабатье для восстановления воды из выдыхаемого диоксида углерода для использования на Международной космической станции и в будущих полётах. Другое образующееся соединение (метан), вероятно, сбрасывалось бы в космическое пространство. Поскольку половина участвующего в реакции водорода сбрасывается в составе молекул метана, для его компенсации потребуется поставка с Земли дополнительного водорода. Однако это даёт почти замкнутый цикл обращения воды, кислорода и диоксида углерода. Для поддержания цикла требуется подача извне небольшого количества водорода. Цикл мог бы быть полностью замкнутым, если бы образующийся метан подвергался пиролизу, распадаясь на компоненты:
{\displaystyle {\ce {CH4 -> C + 2H2}}}
Высвобождаемый водород затем мог бы подаваться обратно в реактор Сабатье. При этом остаётся легко устранимое отложение пиролитического графита. Реактор мог бы быть немногим сложнее стальной трубки и требовать периодическое соскребание графита.
Также для этой цели рассматривается реакция Боша. Хотя реакция Боша обеспечила бы полностью замкнутый цикл обращения водорода и кислорода, требуя при этом удаления лишь атомарного углерода, необходимо проведение дальнейших исследований, прежде чем реактор Боша станет реальностью, в связи с требованиями более высокой температуры и технологии работы с угольными отложениями. Одна из проблем связана с тем, что атомарный углерод загрязняет поверхность катализатора, снижая эффективность реакции.

## Производство топлива на Марсе
Реакция Сабатье была предложена как ключевой шаг в снижении стоимости пилотируемого исследования Марса путём использования местных ресурсов. Водород вступает в реакцию с CO2 из атмосферы, затем полученный в результате реакции метан запасается в качестве топлива, а вода разлагается с помощью электролиза на кислород, сохраняемый как окислитель, и водород. Водород, в количестве половины от исходного, поступает обратно в реактор. Водород для реакции можно везти с Земли или получать из воды, добываемой на Марсе. Некоторые компоненты реализующей этот процесс автономной системы к 2018 году были испытаны НАСА на Земле. Предполагают, что за 16 месяцев работы на Марсе она сможет произвести примерно 7 тонн метана и 22 тонны кислорода.
Стехиометрическое соотношение окислителя и горючего для двигателя кислород/метан составляет 2:1.
{\displaystyle {\ce {CH4 + 2O2 -> CO2 + 2H2O}}}
Хотя одно прохождение через реактор Сабатье даёт соотношение лишь 1:1. Дополнительный кислород можно получить, проведя реакцию сдвига фаз вода-газ в обратном направлении, восстанавливая углекислый газ до монооксида углерода. Другой вариант — половину полученного метана пускать на реакцию пиролиза метана до углерода и водорода, с возвращением этого водорода в реактор. В автоматизированной системе углеродные отложения могут удаляться обдуванием горячим марсианским CO2, с окислением углерода до монооксида углерода.
Четвёртым решением стехиометрической проблемы было бы совмещение реакции Сабатье и обратной реакции сдвига фаз вода-газ в едином реакторе следующим образом:
{\displaystyle {\ce {3CO2 + 6H2 -> CH4 + 2CO + 4H2O}}}
Эта реакция слабо экзотермическая, и при электролизе воды соотношение  кислорода и метана по массе составляет 2:1, т.е. как раз такое, которое требуется для кислородно-метанового топлива.
В результате на 1 кг водорода синтезируется 4 кг метана и 16 кг кислорода. Если для реакции везти водород с Земли, не добывая воду на Марсе (и использовать лишь CO2 атмосферы), достигается прирост массы 20:1, по сравнению с вариантом доставки метана и кислорода с Земли. Таким образом обеспечивается значительная экономия веса и стоимости в любых пилотируемых полётах на Марс или автоматических полётах с доставкой грунта.